# Måns Reuterswärd
Måns Ulrik Göstason Reuterswärd, född 6 april 1932 i Stockholm, är en svensk film- och TV-producent. 
Han är son till trädgårdsarkitekten Gösta Reuterswärd och far till äventyraren och bergsbestigaren Mikael Reuterswärd. Från 1984 och fram till hennes död 2024 var han gift med filmproducenten Katinka Faragó.

## Priser och utmärkelser
- 1971 – Prix Italia för dansfilmen Rött vin i grönt glas (tillsammans med Birgit Cullberg)
- 2009 – Litteris et Artibus

## Producent (urval)
- 1997 – Larmar och gör sig till
- 1993 – Backanterna
- 1980 – Lyckliga vi
- 1992 – Markisinnan de Sade
- 1979 – Kristoffers hus
- 1975 – Trollflöjten